# Godzilla (film din 2014)
Godzilla este un film american cu monștri din 2014 regizat de Gareth Edwards. În rolurile principale joacă actorii Aaron Taylor-Johnson, Ken Watanabe, Elizabeth Olsen, Juliette Binoche, Sally Hawkins, David Strathairn și Bryan Cranston. Filmul este o coproducție între Legendary Pictures și Warner Bros. Pictures, ultimul fiind și distribuitorul mondial al filmului, mai puțin în Japonia unde va fi distribuit de Toho. Filmul este un reboot al francizei Godzilla produsa de Toho. Este al 30-lea film din franciza Godzilla, primul film din MonsterVerse-ul Legendary Entertainment, si al doilea film Godzilla produs complet de un studio de la Hollywood. Filmul e urmat de doua sequel-uri: Godzilla: King of the Monsters (2019) si Godzilla vs. Kong (2020).

## Prezentare
Omenirea este amenințată de un gigant monstru radioactiv. Godzilla intervine salvator.

## Distribuție
| Actor                | Personaj        |
| -------------------- | --------------- |
| Aaron Taylor-Johnson | Ford Brody      |
| Elizabeth Olsen      | Elle Brody      |
| Bryan Cranston       | Joe Brody       |
| Juliette Binoche     | Sandra Brody    |
| Ken Watanabe         | Ichiro Serizawa |
| Sally Hawkins        | Vivienne Graham |
| David Strathairn     | Amiral Stenz    |
| Victor Rasuk         | Tre Morales     |